# サンシティ (不動産販売会社)
株式会社サンシティ（Suncity Co., Ltd.）は、子会社と共に東北地方から北陸甲信越地方を中心にマンションの販売代理業務と分譲業務を行っていた不動産会社。以前のブランド名は「サンシティ」であったが、上場後は「アヴァンツァーレ」「サンデュエル」ブランドを手がけていた。

## 概要
「都市の景観を変える」をキーワードに、まだ大手マンションデベロッパーによる寡占化が進んでいない場所にマンションを建設し、市場シェアを抑えていく戦略を採用。東北における未開拓の都市に進出を進め、さらなる業容の拡大を図るべく南下策を押し進め、東京・北関東に進出。同社の新たな市場開拓に努めていた。
オフィスビル・複合商業施設・賃貸マンション等々の流動化物件の開発に着手し東日本を代表する総合不動産デベロッパーであった。2005年東北地区分譲マンション供給戸数13棟662戸で2年連続トップを獲得した。
しかし、2008年のリーマン・ショックなどの影響によって業績が悪化。2010年12月期には3期連続の赤字を計上した。これによる資金繰り悪化のため自主再建を断念し、2011年9月26日、仙台地方裁判所に民事再生法の適用を申請。経営破綻した。
2012年3月、事業をワールドインテック及びその子会社に譲渡。清算手続に入った。

## 沿革
- 1992年（平成4年）2月 -  株式会社サンシティ住宅販売設立。
- 2001年（平成13年）10月 - 商号を「株式会社サンシティ」に変更。
- 2002年（平成14年）12月 - JASDAQ上場。
- 2004年（平成16年）9月 - 東証二部上場。
- 2006年（平成18年）6月 - 東証一部に指定替え。
- 2008年（平成20年）5月 - 本社を仙台市から東京都千代田区に移転。
- 2009年（平成21年）4月 - 登記上の本店を東京都中央区に移転、本社を仙台市とする。子会社である株式会社地建を株式会社サンシティネクストに商号変更。
- 2011年（平成23年）
  - 1月 - 子会社である株式会社サンシティビルドを吸収合併。
  - 9月26日 - 仙台地方裁判所に民事再生法を申請。負債総額は、約248億8800万円[5][6]。
  - 10月27日 - 東証一部上場廃止。
- 2012年（平成24年）
  - 3月 - ワールドインテックが事業譲渡契約を締結。仙台本社の事業は同社の子会社株式会社ワールドアイシティが継承。
  - 5月 - 再生計画認可決定。

## その他
- 東北楽天ゴールデンイーグルスの創立当初からスポンサーに参加。クリネックススタジアム宮城の3塁・楽天側ベンチの上や電光掲示板に広告を掲げていた。